# Jean de la Ruelle
Jean Ruelle o de la Ruelle (o Ruel), latinizado Johannes Ruellius (Soissons, 1474 - París, 24 de septiembre de 1537), médico, fitólogo o botánico, veterinario y humanista francés, recordado por la publicación  en 1536 en París de su tratado de botánica De Natura Stirpium, una de los más influyentes de la época renacentista.
Quiso ser clérigo antes que médico y llegó a ser canónigo de Notre Dame de París. Fue además deán de la facultad de Medicina de la Sorbona (1508-1510) y uno de los médicos del rey Francisco I de Francia. Tradujo y comentó el Pedanios de Dioscórides del griego al latín en 1516 (Pedacii Dioscorides Anazarbei... liber quinque) y publicó una adaptación del mismo en su De Materia Medica de 1529. También se interesó por la veterinaria, e hizo aparecer en 1530 un resumen de las sintomatologías de las enfermedades de los caballos. Asimismo, imprimió en 1536 un gran tratado de botánica, los Natura stirpium libri III, en gran parte también versión de Dioscórides y de Teofrasto, con intentos de inclusión de plantas francesas. El genus botánico Ruellia se ha llamado así en su honor. Al final de su vida tomó las órdenes sagradas y falleció al poco tiempo.

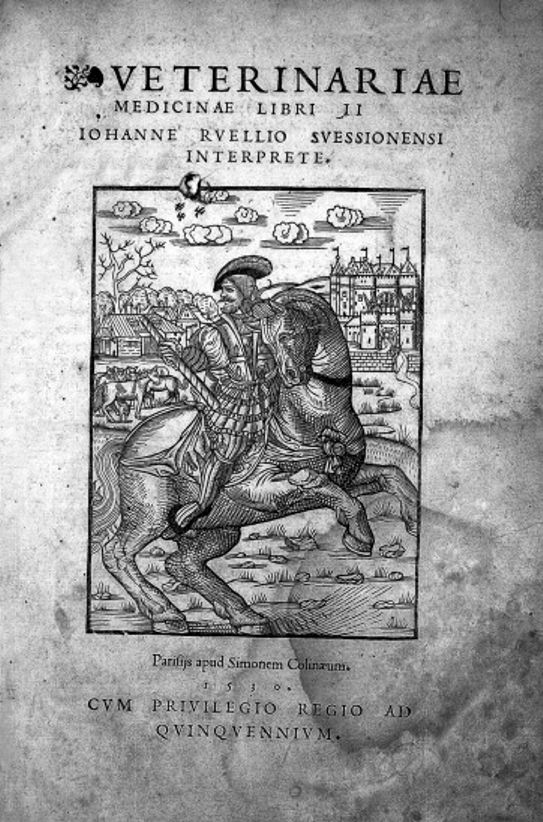
Página de título de Veterinariae medicinae

## Honores

### Epónimos
Charles Plumier (1646-1704) le dedicó el género Ruellia (de la familia de las acantáceas; que luego Linneo ratificaría el 1 de mayo de 1753).